# New Hogtown Press
 (mai 2010).
New Hogtown Press était un éditeur canadien de gauche actif durant les années 1970 et 1980.

## Histoire
Le Press avait pour origine le service de littérature de l'Union des étudiants canadiens (the Canadian Union of Students - CUS), produisant et distribuant des brochures sur l'éducation, la politique économique canadienne, et d'autres questions durant la fin des années 1960. Quand l'Union des Étudiants Canadiens a été dissoute en 1969, un groupe d'activistes du CUS décidèrent que le service de littérature devrait continuer comme une organisation indépendante. Ils formèrent le Hogtown Press, continuèrent à distribuer des brochures CUS et commencèrent également à produire et distribuer de nouveaux titres.

### Fondation
Après un certain temps, le collectif original passa à autre chose, et en 1972 un nouveau groupe, initialement fondé par le conseil administratif des étudiants de l'université de Toronto, reprit l'opération. Le nouveau collectif modifia l'orientation du projet hors du campus vers un plus large éventail de questions, et changea son nom pour « New Hogtown Press ».
Par la suite, le Press devint une corporation indépendante à but non lucratif. Le collectif de volontaires commença à publier un nombre considérable de nouvelles brochures, avec un accent particulier pour la classe ouvrière canadienne et l'histoire radicale, la libération des femmes et l'histoire sociale.
Dans son catalogue de 1974, Hogtown définit ses buts en déclarant que : « Nous espérons distribuer un nombre croissant de documentation et d'écrits de la gauche canadienne en général. Notre but est de promouvoir une sélection de littérature traitant de questions critiques dans la société canadienne avec une perspective socialiste. »
Le New Hogtown Press commença aussi à distribuer des brochures produites par une large gamme d'autres petits éditeurs de gauche et des collectifs tels que : Dumont Press Graphix, The Last Post, This Magazine is About Schools, Toronto Committee for the Liberation of Portugal's African Colonies (TCLPAC), Latin American Working Group, Development Education Centre (DEC), Better Read Graphics, NC Press, Women's Press, Exploding Myths Comic Book Collective, Pollution Probe, Peoples Press, New England Free Press, Black and Red, the New Tendency, Wages for Housework, Industrial Worker, New Star Books, Socialist Reproduction, et le Press Gang Publishers.

### Professionnalisation
En 1975, Hogtown commença à publier des livres aussi bien que des brochures. Le premier titre du Press a été Jesse Lemisch's On Active Service in War and Peace qui documente la façon dont la profession historique américaine s'était mise au service de l'État américain et des sociétés de puissance.
Ensuite les titres inclurent The Great War and Canadian Society, Imperialism, Nationalism, and Canada, et Eight Men Speak.
Les membres du collectif pendant cette période de pic d'activité inclurent Richard Wright, Joel Lexchin, Russell Hann, Gregory Kealey, Thom Schofield, Craig Heron, Krys Dobrowolski, Ulli Diemer, Elaine Farragher, Lori Rotenberg, Daphne Read, Miriam Ticoll, Karolyn Kendrick, et Gus Richardson.
Le challenge continu pour Hogtown était de régler publications et priorités politiques. Certains membres étaient principalement intéressés par les manuscrits orientés académiquement, particulièrement dans les domaines de travail canadien, et de l'histoire des femmes et l'histoire sociale. Il y a eu des éditions qui prenaient typiquement plusieurs années pour passer de leur conception à leur publication.
D'autres membres du collectif, qui ont vu le mandat principal de Hogtown comme l'éducation populaire, ont été plus concernés par la publication de matériel populairement orienté qui traitait de questions actuelles et qui pouvait être écrit, publié et distribué rapidement.

## Difficultés
D'un point de vue commercial, aucun type de titre ne pouvait générer des flux de revenu fiables, donc tout au long de son existence Hogtown a été aux prises avec des défis financiers, et a tenté de réaliser un programme d'édition professionnelle en travaillant avec des bénévoles. Le Press produisit néanmoins plus de cinquante titres à travers ses années d'existence et pendant un temps fut un distributeur majeur des matériels de gauche du Canada anglophone. Un indicateur possible de son importance perceptible est le fait qu'au moins sur deux occasions au début des années 70, des cambriolages dans lesquels rien de valeur apparente n'a été volé ont eu lieu dans les locaux occupés par Hogtown.
Après deux décennies de fonctionnement, le New Hogtown Press a progressivement démantelé son programme de publications vers les années 1990, bien que déjà publiés les titres continuèrent d'être disponibles pendant un certain nombre d'années par la suite.